# Centro internazionale di studi per la conservazione ed il restauro dei beni culturali
Il Centro internazionale di studi per la conservazione e il restauro dei beni culturali (dal 1978 denominato ICCROM sigla che nasce da "The International Centre for Conservation" e "The Roma Center") è un’organizzazione intergovernativa che si dedica alla conservazione del patrimonio culturale mondiale tramite la formazione, l’informazione, la ricerca, la cooperazione e la sensibilizzazione. La sua attività è rivolta a valorizzare il settore della conservazione - restauro e informare sull’importanza e la fragilità del patrimonio culturale.
La creazione del Centro è il risultato di una proposta presentata nel corso della Conferenza Generale dell’UNESCO a Nuova Delhi nel 1956. Tre anni dopo, il Centro è stato istituito a Roma (Italia) che tuttora continua a essere la sua sede.
La prima sede è stata vicino alla sede storica dell'Istituto Centrale per il Restauro di piazza San Francesco di Paola mentre successivamente l'ICCROM è stato ospitato nel complesso monumentale di San Michele a Ripa, a Roma.
ICCROM risponde alle esigenze dei suoi Stati membri, che sono attualmente 136.

## Missione
La missione dell’ICCROM è definita da una serie di statuti che sono stati abbozzati brevemente prima della sua creazione (e rivisti il 25 novembre 2009).
Articolo 1, Obiettivo e funzioni
Il “Centro internazionale di studi per la conservazione e il restauro dei beni culturali”, di seguito chiamato “ICCROM”, contribuisce alla conservazione e al restauro dei beni culturali nel mondo, avviando, sviluppando, promuovendo e agevolando le condizioni per tale conservazione e restauro. L’ICCROM esercita, in particolare, le seguenti funzioni:
1. raccogliere, studiare e diffondere le informazioni in merito ad argomenti di carattere scientifico, tecnico ed etico relativi alla conservazione e al restauro dei beni culturali;
2. coordinare, stimolare o intraprendere la ricerca in questo settore attraverso, in particolare, incarichi affidati a enti o esperti, incontri internazionali, pubblicazioni e scambio di specialisti;
3. dare consigli e fare raccomandazioni in merito a questioni generali o specifiche, relative alla conservazione e al restauro dei beni culturali;
4. promuovere, sviluppare e organizzare corsi di formazione relativi alla conservazione e restauro dei beni culturali, ed elevare gli standard e la pratica del lavoro di conservazione e restauro;
5. favorire iniziative che creano una migliore del restauro dei beni culturali.

## Attività
La missione dell’ICCROM si svolge attraverso cinque aree di attività: training, informazione, ricerca, cooperazione e sensibilizzazione.

### Formazione
Dal 1965 si svolgono attività di sviluppo materiali didattici, attività di formazione, tirocini e stage.

### Informazione
La biblioteca dell’ICCROM contiene materiali sull'informazione sulla conservazione e il restauro dei beni culturali.

### Ricerca
L’ICCROM partecipa a una rete di professionisti della conservazione e istituzioni.

### Cooperazione
L’ICCROM svolge tutte le sue attività in collaborazione con partner professionali e istituzionali.

### Sensibilizzazione
L’ICCROM divulga materiali didattici sulle attività di conservazione.

## Storia
La fine della Seconda guerra mondiale ha recato con sé la necessità di restaurare monumenti e altre forme di beni culturali, che erano stati danneggiati o distrutti. Allo stesso tempo, altri paesi stavano emergendo dalla colonizzazione ed erano desiderosi di industrializzare, recuperare e ridefinire l’identità culturale e formare personale per preservare il loro patrimonio.
A livello internazionale, si assisteva a una mancanza di formazione coesa e di organismi autorevoli in grado di guidare i paesi, ricostruendone e proteggendone il patrimonio. Così, durante la Sesta Sessione della Conferenza Generale dell'UNESCO (1951), il governo svizzero introduce una risoluzione, proponendo la creazione di un centro internazionale per promuovere lo studio e la consapevolezza dei metodi di conservazione su scala globale. La risoluzione è stata adottata e un comitato di esperti è stato riunito per decidere in merito al ruolo e alle funzioni di tale istituzione. Nel libretto commemorativo del decimo anniversario del centro ("Il Primo Decennio 1959-1969", pagine 12-13), Hiroshi Daifuku della Sezione per lo Sviluppo dei Beni culturali (UNESCO) spiega:
“Il Sig. Georges Henri Rivière (allora Direttore dell’ICOM) è stato nominato Presidente di una sottocommissione del Comitato Internazionale per i Monumenti dell'UNESCO per la creazione del Centro. Discutendo delle funzioni proposte del Centro (25 settembre 1953), i membri di questo Comitato hanno considerato che tale organismo avrebbe potuto, ad esempio:
1. trattare i problemi fondamentali relativi alla conservazione, come l'illuminazione;
2. invitare un’ampia gamma di specialisti provenienti da paesi diversi;
3. fornire informazioni ai paesi in cui mancano laboratori;
4. trattare i problemi inerenti alla conservazione dei monumenti;
5. coordinare le ricerche e avere una forte autorità morale per impedire a conservatori non correttamente formati di intraprendere il restauro di importanti opere d'arte."

Tali funzioni sarebbero divenute un modello per gli statuti del Centro.
Nel 1956, la risoluzione viene adottata nel corso della Nona Sessione della Conferenza Generale dell’UNESCO a Nuova Delhi e nel 1957, viene firmato un accordo tra il Governo della Repubblica Italiana e l’UNESCO per stabilire questo Centro a Roma.
L’adesione di cinque Stati membri entro il 1958 ha permesso agli Statuti di entrare in vigore, rendendo il Centro un ente giuridico. Una collaborazione è stata stabilita con altre istituzioni europee di conservazione, ossia l'Istituto Centrale del Restauro italiano (ICR, ora ISCR) e l'Istituto Reale per il Patrimonio Artistico (IRPA) in Belgio. Per amministrare il Centro viene creato un Consiglio provvisorio nominato dall'UNESCO che nel 1959 viene aperto a Roma con Harold J. Plenderleith, curatore rinomato al British Museum, come suo Direttore. Lo storico d’arte belga Paul Philippot viene nominato Vicedirettore e la prima Assemblea Generale ha luogo nel 1960 durante la quale vengono eletti i primi Membri regolari del Consiglio.

### Cronologia
Qui di seguito un calendario degli eventi chiave per lo sviluppo del Centro:
- 1956 – La Conferenza Generale dell’UNESCO decide di istituire un ente di conservazione.
- 1957 – Firma dell’accordo tra l’UNESCO e l’Italia per stabilire il Centro a Roma. L’Austria diventa il primo Stato membro.
- 1958 – Cinque Stati membri aderiscono, rendendo il Centro un ente giuridico.
- 1959 – Il Centro di Roma diviene operativo con Plenderleith come primo Direttore.
- 1960 – Si tiene la prima Assemblea Generale.
- 1961 – Viene lanciata la Biblioteca che diviene una fonte fondamentale per la letteratura della conservazione.
- 1964 – Il Centro viene coinvolto nella redazione della Carta di Venezia, così come nel recupero dei monumenti della Valle del Nilo, inclusi i templi di Abu Simbel.
- 1965 – Si tiene il primo corso di Conservazione Architettonica (ARC).
- 1966 – L’ICCROM coordina la prima reazione internazionale all’Alluvione di Firenze e Venezia.
- 1968 – Si tiene il primo corso sulla Conservazione della Pittura Murale (MPC).
- 1971 – Paul Philippot diventa Direttore e cambia il nome da “Centro di Roma” in “Centro Internazionale per la Conservazione”.
- 1972 – L’UNESCO riconosce il Centro come organo consultivo della Convenzione sul Patrimonio dell’Umanità.
- 1973 – Si tiene il primo corso sulla Scienza della Conservazione (SPC).
- 1975 – Si tiene il primo corso sulla Conservazione Preventiva nei Musei.
- 1976 – Si tiene il primo corso sulla Conservazione della Pietra a Venezia. Viene svolto un lavoro di ripristino a seguito del terremoto del Friuli, Italia.
- 1977 – Bernard M. Feilden viene nominato Direttore e cambia il nome del Centro in ICCROM.
- 1981 – L’archeologo turco Cevat Erder diventa Direttore.
- 1982 – Viene lanciato il Programma di Assistenza Tecnica, che provvedeva inizialmente a fornire attrezzature e forniture minori, materiale didattico, letteratura sulla conservazione, abbonamenti annuali a periodici sulla conservazione e fotocopie per istituzioni pubbliche e organizzazioni no-profit.
- 1985 – Vengono lanciati Programmi regionali con il programma PREMA (PREvention of Museums in Africa – PREvenzione dei Musei in Africa), un incentivo a lungo termine per formare professionisti dell’Africa sub-sahariana alla conservazione preventiva.
- 1986 – L’ICCROM vince il Premio Aga Khan per l’Architettura per la conservazione della Moschea Al-Aqsa a Gerusalemme.
- 1988 – L’architetto polacco Andrzej Tomaszewski viene nominato Direttore. Si tiene il primo corso sulla Conservazione del Legno a Trondheim, Norvegia.
- 1991 – Comincia la campagna Media Save Art con l’obiettivo di sensibilizzare gli studenti sulla fragilità dei beni culturali.
- 1992 – Marc Laenen, direttore belga del museo e storico dell’arte diventa Direttore generale.
- 1993 – Comincia il programma NAMEC per la formazione sulla conservazione nei Paesi del Maghreb. Le funzioni statutarie dell’ICCROM sono riviste per includere la promozione.
- 1994 – L’ICCROM è online. Viene lanciato il Programma PREMO per la conservazione nel Pacifico. Il Documento Nara sull’Autenticità viene redatto in Giappone.
- 1995 – Comincia il progetto Integrated Territorial and Urban Conservation (ITUC – Conservazione Territoriale e Urbana Integrata).
- 1996 – Si tiene il primo PAT (Corso Pan Americano sulla Conservazione e la Gestione dell’Architettura Terrestre e del Patrimonio Archeologico) nel sito archeologico di Chan Chan a Trujillo, Perù.
- 1997 – Viene inaugurato il laboratorio del Dr. Harold J. Plenderleith Laboratory all’ICCROM.
- 1998 – Viene lanciato il Programma AFRICA 2009, che propone corsi sulla conservazione dei beni inamovibili nell’Africa sub-sahariana. Viene inoltre firmato un accordo tra l’ICCROM e l’Università Nazionale del Benin, creando l’EPA (Ecole du Patrimoine Africain).
- 1999 – Si tiene il primo corso sulla conservazione dell’Urushi (lacca giapponese).
- 1999 – Si svolge, coordinato da  Werner Schmid, il Research seminar GRADOC : graphic documentation systems in mural painting conservation, Roma, 16-20 Novembre
- 2000 – Viene adottata la Carta di Riga a Riga in Lettonia il 23 e 24 ottobre 2000 alla Conferenza Regionale sull’Autenticità e la Ricostruzione Storica legata ai Beni Culturali, intrapresa dall’ICCROM.
- 2000 – L’archeologo britannico e il formatore sulla conservazione, Nicholas Stanley-Price diventa Direttore generale. Comincia il Programma per lo Sviluppo del Museo (PMDA, conosciuto adesso come CHDA) operativo a Mombasa, Kenya.
- 2002 – Viene istituito il Programma di Stage e Tirocinio. Si tiene il primo corso sulla Condivisione delle Decisioni sulla Conservazione.
- 2003 – L’ICCROM comincia a organizzare Forum biennali a Roma, il primo riguardava l’Esperienza dei Beni Religiosi. Comincia il primo corso sui Registri Architettonici, gli Inventari e i Sistemi Informativi per la Conservazione (ARIS).
- 2004 – Vengono lanciati i programmi ATHAR (conservazione dei siti del patrimonio nella regione araba) e CollAsia 2010 (conservazione delle collezioni del patrimonio nel Sud-est asiatico.
- 2005 – Viene tenuto a Roma il primo Corso sulla Riduzione del Rischio alle Collezioni.
- 2006 – L’archeologo algerino e Vice Direttore Generale per la Cultura all’UNESCO, Mounir Bouchenaki, viene nominato Direttore generale. L’ICCROM celebra il 50º anniversario della Risoluzione della Conferenza Generale per creare il Centro.
- 2007 – Ha luogo il primo corso sulla Salvaguardia delle collezioni di immagini e suoni (SOIMA) a Rio de Janeiro, Brasile. Si tiene il primo corso sulla Conservazione dei Beni Costruiti (CBH) a Roma. Si tratta di un’evoluzione del corso ARC.
- 2008 – Viene avviato il Programma LATAM per la conservazione in America Latina e nei Caraibi.
- 2009 – Si conclude il Programma AFRICA 2009. L’ICCROM celebra 50 anni di attività.
- 2010 – Si conclude il Programma CollAsia 2010. CollAsia era rivolto allo sviluppo di capacità nell’area Asia-Pacifico, per la conservazione del patrimonio mobiliare e educava all'importanza di integrare le comunità e il patrimonio immateriale nel processo di conservazione.
- Si tiene la prima edizione del corso di Pronto Soccorso ai Beni Culturali (FAC) a Roma. Questo corso multi-partner viene offerto anche ad Haiti come reazione al terremoto del 2010 e, da allora, viene tenuto in più edizioni in tutto il mondo
- 2011 – Stefano De Caro, un archeologo italiano, viene eletto Direttore generale dell’ICCROM. Viene lanciata la piattaforma RE-ORG in collaborazione con l’UNESCO, che fornisce strumenti e linee guida utili per la riorganizzazione del deposito presso musei più piccoli.
- 2012 – Viene lanciato un nuovo programma di Gestione del Rischio di Disastro (DRM).
- 2013 – Il Forum dell’ICCROM sulla Scienza della Conservazione si tiene a ottobre 2013 e riunisce i professionisti della conservazione da tutto il mondo, per discutere sulla rilevanza della scienza della conservazione per l’agenda globale più importante.
- 2014 – Il Centro Regionale di Conservazione ICCROM-ATHAR viene inaugurato a Sharja, Emirati Arabi Uniti.
- 2015 – L’ICCROM include i beni culturali nell’agenda della Terza Conferenza Mondiale sulla Riduzione del Rischio di Disastri (WCDRR), a Sendai, Giappone. Si tiene il corso FAC in Nepal per sostenere il recupero del patrimonio post-emergenza dopo il terremoto del Nepal.
- 2016 – ICCROM contribuisce mediante attività di capacity-building a Bagan in seguito al terremoto in Myanmar.
- 2017 – Webber Ndoro, archeologo dello Zimbabwe, viene eletto Direttore generale dell’ICCROM.
- 2024 – Aruna Francesca Maria Gujral viene eletta Direttore generale dell’ICCROM. È la prima donna a ricoprire questo ruolo nell'ICCROM

## Struttura organizzativa
Qui di seguito un calendario degli eventi chiave per lo sviluppo del Centro:

### Assemblea Generale
L’ICCROM è governato da un’Assemblea Generale composta dai delegati di tutti gli Stati membri.
L’Assemblea Generale determina l’orientamento e la normativa generale dell’ICCROM; ogni due anni approva il bilancio e il programma delle attività; elegge i membri del
Consiglio e nomina il Direttore Generale. Svolge altre funzioni che comprendono: l’approvazione dei rapporti sulle attività del Consiglio e del Segretariato; la definizione dei contributi degli Stati membri; l’adozione dei regolamenti finanziari dell’ICCROM e l’approvazione delle modifiche allo Statuto.

### Consiglio
I membri del Consiglio sono operatori nel campo della conservazione e del restauro dal patrimonio culturale.
Il Consiglio si riunisce ogni anno nella sede dell’ICCROM a Roma.

### Segretariato
Il Segretariato dell’ICCROM è composto dal Direttore generale e dallo staff. Il Direttore generale è responsabile dell'esecuzione di un programma approvato di attività. Il
personale è distribuito tra i settori, che trattano il patrimonio immobiliare (monumenti, siti archeologici, città storiche, ecc.), il patrimonio mobiliare (ad esempio le collezioni del Museo), la Conoscenza e la Comunicazione (la biblioteca e gli archivi, le pubblicazioni, il sito web), il Laboratorio didattico, e Finanza e Amministrazione.

## Stati membri
- Afghanistan – (07/02/2010)
- Albania – (02/04/1962)
- Algeria – (18/01/1973)
- Andorra – (04/06/1998)
- Angola – (04/06/1992)
- Arabia Saudita – (18/02/2000)
- Argentina – (29/08/1988)
- Armenia – (05/05/2004)
- Australia – (26/06/1975)
- Austria – (020/05/1957)
- Azerbaigian – (03/02/2002)
- Bahrein – (15/12/2005)
- Bangladesh – (18/10/2007)
- Barbados – (01/04/1985)
- Belgio – (07/07/1959)
- Benin – (05/06/1986)
- Bolivia – (17/12/2004)
- Birmania – (05/10/1987)
- Bosnia ed Erzegovina – (19/07/2000)
- Botswana – (02/02/2002)
- Brasile – (21/08/1964)
- Brunei – (24/12/2005)
- Bulgaria – (12/01/1960)
- Burkina Faso – (04/01/1988)
- Cambogia – (03/06/1961)
- Camerun – (03/06/1995)
- Canada – (07/11/1978)
- Ciad – (06/02/2000)
- Cile – (03/02/1981)
- Cina – (14/06/2000)
- Cipro – (02/05/1963)
- Colombia – (18/05/1971)
- Costa d’Avorio – (17/12/1985)
- Croazia – (18/10/1993)
- Cuba – (25/06/1971)
- Danimarca – (01/01/1973)
- Ecuador – (19/11/2003)
- Egitto – (05/11/1959)
- Emirati Arabi Uniti – (22/01/2010)
- Estonia – (09/02/2001)
- Etiopia – (05/12/1975)
- Filippine – (15/12/1983)
- Finlandia – (03/07/1981)
- Francia – (25/09/1964)
- Gabon – (20/03/1961)
- Gambia – (10/01/1999)
- Georgia – (23/12/2001)
- Germania – (30/10/1964)
- Ghana – (12/02/1959)
- Giappone – (19/12/1967)
- Giordania – (06/07/1958)
- Grecia – (17/03/1987)
- Guatemala – (18/09/1975)
- Guyana – (16/10/1999)
- Haiti – (21/05/1992)
- Honduras – (26/05/1964)
- India – (02/10/1961)
- Iran – (18/12/1972)
- Iraq – (14/11/2011)
- Irlanda – (22/12/1986)
- Israele – (23/05/1958)
- Italia – (24/10/1960)
- Kenya – (03/05/1998)
- Kuwait – (20/03/1962)
- Laos – (21/06/2006)
- Lesotho – (01/07/2007)
- Lettonia – (31/03/2012)
- Libano – (02/07/1958)
- Libia – (01/09/1959)
- Lituania – (21/10/1991)
- Lussemburgo – (18/12/1978)
- Macedonia – (12/10/1993)
- Madagascar – (03/09/1963)
- Malawi – (25/07/2013)
- Maldive – (07/07/2012)
- Malaysia – (04/11/1966)
- Mali – (19/11/2003)
- Malta – (24/08/1965)
- Marocco – (24/04/1958)
- Mauritania – (29/11/2009)
- Mauritius – (29/07/1998)
- Messico – (17/07/1961)
- Monaco – (13/12/2007)
- Mongolia – (30/07/2003)
- Montenegro – (16/09/2007)
- Mozambico – (17/12/2003)
- Namibia – (28/11/1998)
- Nepal – (23/06/1969)
- Nicaragua – (30/08/1971)
- Nigeria – (12/12/1961)
- Norvegia – (01/01/1980)
- Nuova Zelanda – (19/03/1987)
- Oman – (13/12/2003)
- Paesi Bassi – (14/04/1959)
- Pakistan – (30/10/1963)
- Paraguay – (21/06/1973)
- Perù – (05/02/1962)
- Polonia – (10/05/1958)
- Portogallo – (14/09/1967)
- Qatar – (26/04/2012)
- Regno Unito di Gran Bretagna e Irlanda del Nord – (04/01/1968)
- Repubblica Ceca – (30/03/1996)
- Repubblica del Congo – (18/04/1999)
- Repubblica di Corea – (22/07/1968)
- Repubblica Dominicana – (20/02/1958)
- Romania – (19/01/1960)
- Ruanda – (17/12/2004)
- Russia – (01/05/2014)
- Senegal – (15/01/2006)
- Serbia – (17/06/1959)
- Seychelles – (05/10/2006)
- Siria – (05/11/1959)
- Slovacchia – (24/11/2000)
- Slovenia – (29/03/1996)
- Spagna – (19/04/1958)
- Sri Lanka – (04/09/1958)
- Stati Uniti d'America – (20/01/1971)
- Sudafrica – (17/01/2004)
- Sudan – (10/11/1960)
- Svezia – (01/09/1969)
- Svizzera – (25/03/1959)
- Swaziland – (25/10/2007)
- Tanzania – (21/04/2004)
- Thailandia – (08/02/1967)
- Togo – (11/09/2005)
- Trinidad e Tobago – (18/11/2007)
- Tunisia – (21/05/1969)
- Turchia – (07/01/1969)
- Ucraina – (15/01/2016)
- Ungheria – (29/11/2017)
- Uruguay – (09/03/2002)
- Venezuela – (29/11/1989)
- Vietnam – (07/08/1972)
- Yemen – (18/06/2008)
- Zambia – (12/09/2003)
- Zimbabwe – (19/11/1993)

## Direttori generali
- Harold J. Plenderleith (1959–1971)
- Paul Philippot (1971–1977)
- Sir Bernard M. Feilden (1977–1981)
- Cevat Erder (1981–1988)
- Andrzej Tomaszewski (1988–1992)
- Marc Laenen (1992-2000)
- Nicholas Stanley-Price (2000–2005)
- Mounir Bouchenaki (2006–2011)
- Stefano De Caro (2012–2017)
- Webber Ndoro (2018–2023)
- Aruna Francesca Maria Gujral (2024– ...)

## Premio ICCROM
Il Premio ICCROM è stato istituito nel 1979 e conferito a persone che hanno contribuito in misura significativa allo sviluppo di questa istituzione e ottenuto risultati particolari nel campo della conservazione, della tutela e del restauro del patrimonio culturale. Il Premio è assegnato ogni due anni a uno o due candidati selezionati dal Consiglio. Lista delle persone che hanno ottenuto il Premio ICCROM (in ordine alfabetico).
- Om Prakash Agrawal – (1993)
- Khaled Al Asaad (Honorary Mention)  – (2019)
- Italo C. Angle – (1984)
- Gräfin Agnes Ballestrem – (1995)
- Mounir Bouchenaki – (2000)
- Cesare Brandi – (1979)
- Agnes Brokerhof – (2023)
- Maurice Chehab – (1979)
- Giovanni Carbonara – (2017)
- Paul Coremans – (1979)
- Hiroshi Daifuku – (1979)
- Abdel-Aziz Daoulatli – (2005)
- Guglielmo De Angelis d'Ossat – (1979)
- Vasile Dragut – (1990)
- Cevat Erder – (1997)
- Sir Bernard M. Feilden – (1995)
- Hans Foramitti – (1983)
- Albert France-Lanord – (1988)
- Piero Gazzola – (1979)
- Gaël de Guichen – (2001)
- Frédéric Gysin – (1979)
- Charles Gruchy – (1997)
- Tomokichi Iwasaki – (1986)
- Jukka Jokilehto – (2000)
- Marisa Laurenzi Tabasso – (2009)
- Raymond Lemaire – (1981)
- Johan Lodewijks – (1992)
- Zhou Lu – (2013)
- Stanislas Lorentz – (1979)
- Nils Marstein – (2009)
- Giovanni Massari – (1981)
- Katsuhiko Masuda – (2007)
- Laura Mora – (1984)
- Paolo Mora – (1984)
- Bruno Mühlethaler – (1988)
- Webber Ndoro - (2015)
- Colin Pearson – (2003)
- Paul Perrot – (1990)
- Paul Philippot – (1981)
- Harold J. Plenderleith – (1979)
- Gianfranco Pompei – (1979)
- Sir Norman Reid – (1983)
- Grellan D. Rourke   – (2019)
- Herb Stovel – (2011)
- Jean Taralon – (1984)
- Johannes Taubert – (1984)
- Garry Thomson – (1986)
- Agnes Timar-Balazsy – (2001)
- Giorgio Torraca – (1990)
- Gertrude Tripp – (1981)
- Giovanni Urbani – (1993)
- Arthur Van Schendel – (1979)
- Gamini Wijesuriya  – (2021)